# Timeline - Ai confini del tempo (film)
Timeline - Ai confini del tempo (Timeline) è un film di fantascienza del 2003 diretto da Richard Donner, tratto dall'omonimo romanzo di Michael Crichton.

## Trama
(Tagline del film)
Un gruppo di giovani archeologi stanziati a Castlegard, in Francia, ritrova alcuni reperti, tra cui una pergamena con una richiesta d'aiuto incredibilmente firmata dal professor Edward Johnston, direttore degli scavi, e datata 1357. In seguito il gruppo di archeologi, formato da Chris, il figlio del professore, Andrè Marek, Josh Stern, François Dontelle e Kate Ericson, viene contattato da un'agenzia di ricerca chiamata ITC, il cui presidente, Robert Doniger, li informa che il professore è stato inviato nel medioevo con una speciale macchina di teletrasporto che ha involontariamente aperto un passaggio temporale tra il 1357 e il presente e che non ha fatto ancora ritorno. Così il gruppo di archeologi (tranne Josh), assieme a tre membri della ITC (Frank Gordon, Gomez e Zepalé) vengono inviati nel XIV secolo alla ricerca di Johnston, ma la guerra, i duri anni di quell'epoca e il danneggiamento della macchina del tempo renderanno la loro missione molto difficoltosa e piena di imprevisti. 

## Accoglienza
Timeline ha avuto scarso successo al botteghino, incassando solo 43 milioni di dollari in tutto il mondo a fronte di un budget di 80 milioni di dollari.
- Nel film Chris è figlio del professor Johnston, mentre nel romanzo è semplicemente un suo studente a cui lui è affezionato in modo particolare.
- Il personaggio di Bill Dekker/Sir William, un dipendente della ITC precedentemente inviato indietro nel tempo e rimastovi sotto falsa identità, nel libro si chiama Robert Deckard.
- Il dottor Josh Stern nel romanzo si chiama David.
- Uno dei personaggi più importanti, Lady Claire, nel film viene presentata come sorella di Arnaut, mentre nel libro non vi è alcun legame di parentela fra i due.
- Un'altra differenza fondamentale riguarda il rapporto fra Lady Claire e André Marek. Nel libro l'interesse fra i due è appena accennato, mentre nel film è sottolineato ripetutamente. Tra l'altro, nel film il personaggio di Claire è introdotto in accostamento proprio a Marek, quando invece nel libro appare in aiuto di Chris.
- Nel film i viaggiatori del tempo si fingono scozzesi mentre nel libro si fingono irlandesi (curioso che al termine del film Paul Walker indossi una maglia dell'Irlanda).
- Nel romanzo il personaggio del Dott. Kramer è una donna.
- Nel romanzo, la macchina del tempo permette di andare in più epoche storiche e quindi in determinati momenti specifici, mentre nel film si giunge soltanto nel medioevo, in Francia, a Castlegard nel 1357.[1]